# Ivan Grégr
Ivan Grégr (* 21. května 1942) je bývalý československý fotbalový rozhodčí.
V československé lize působil v letech 1978–1991. Řídil celkem 155 ligových utkání, jako asistent rozhodčího 153 ligových utkání. Jako mezinárodní rozhodčí řídil v roce 1982–1990 celkem 61 mezistátních utkání. V evropských pohárech řídil v letech 1982–1990 celkem 5 utkání (v Poháru mistrů evropských zemí 1 utkání a v Poháru UEFA 4 utkání).